# 크레멘추크

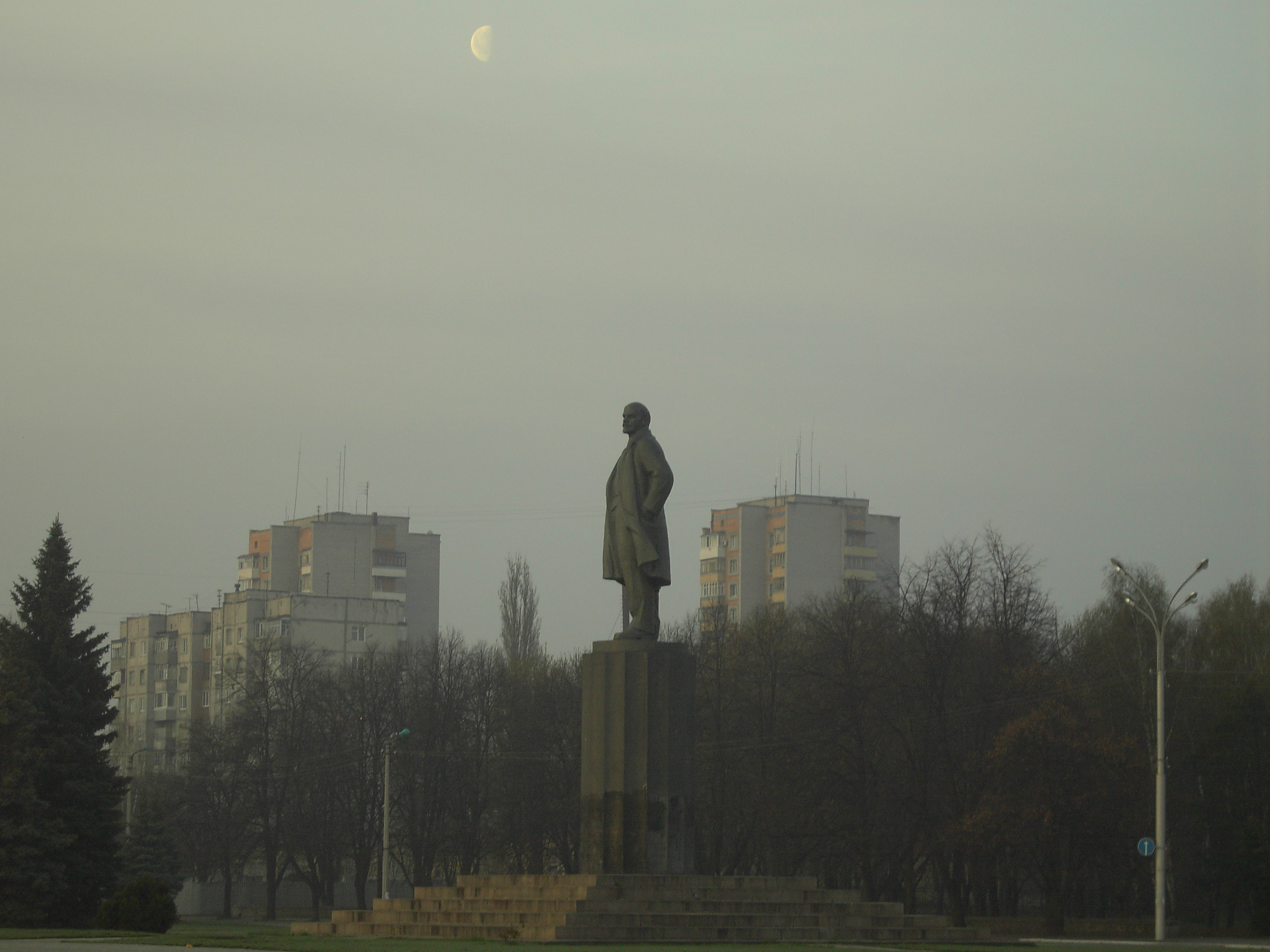
크레멘추크

크레멘추크(우크라이나어: Кременчук, 러시아어: Кременчу́г, 폴란드어: Kremeńczug)는 우크라이나 중부의 폴타바주 서남부 드니프로강변에 위치한 도시이다. 자동차 산업, 석유 정제업이 발달해 있다. 문화적인 면에서는 올렉산드르 코필이 태어난 도시로 유명하다.

## 주민
우크라이나인 (30,1%), 러시아인 (19,3%), 폴란드인 (1,7%), 독일인 (0,7%)가 거주한다.

## 자매 도시
- 우크라이나 베르댠스크
- 우크라이나 빌라체르크바
- 마케도니아 공화국 비톨라
- 벨라루스 바리사우
- 폴란드 비드고슈치
- 중국 원저우 시
- 우크라이나 en:Kolomyia
- 러시아 노보모스콥스크
- 슬로바키아 미할로우체
- 미국 프로비던스
- 불가리아 스비슈토프
- 슬로바키아 en:Snina